# Убайдуллах Шаши
Насыр-ад-дин Убайдуллах ибн Махмуд Шаши, также известный как Ходжа́ Ахра́р (1404—1489) — крупный религиозный и государственный деятель Мавераннахра. Духовный лидер суфийского тариката Накшбанди. Шейх, девятнадцатый в золотой цепи преемственности шейхов тариката. В суфизме почитается как святой под именем Ходжи Ахрара вали.

## Биография

Каллиграфическое представление Ходжи Ахрара по-арабски

### Восхождение
Насыр-ад-дин Убайдуллах ибн Махмуд Шаши родился в 806 году хиджры в ночь предопределения священного месяца Рамадан (последняя декада апреля 1404 года) в кишлаке Багистан в области Шаш Мавераннахра (ныне посёлок в Бостанлыкском районе Ташкентской области Республики Узбекистан) в знатной семье. По линии отца, Ходжи Махмуда, он был потомком выходца из Багдада Мухаммада Номи аль-Багдади, арабского учёного, переехавшего в Шаш в X веке. По материнской линии он приходился правнуком шейху Ховенди ат-Тахуру, более известному как Шейхантахур, прямому потомку второго благочестивого халифа Умара ибн аль-Хаттаба. Рождение будущего великого шейха было предсказано арифом Низамуддином аль-Хамушем ас-Самарканди, которому было видение во время медитации.
Мистические истории сопровождали Убайдуллаха с момента его появления на свет. Согласно преданию, сразу после рождения он в течение 40 дней, пока длился нифас, не притрагивался к материнской груди. Сам святой позднее рассказывал, что помнил все разговоры окружающих и всё, что с ним происходило, начиная с одного года. В детстве Убайдуллах был замкнутым, сторонился сверстников, не играл в детские игры. Большую часть времени он проводил в мечетях и на мазарах местных святых и праведников, усердно предаваясь молитвам и медитации. После смерти Махмуда Шаши опеку над его семьёй взял его брат Ибрагим. Убайдуллах получил в семье дяди хорошее начальное образование. Когда же пришло время идти в медресе, подросток совсем утратил интерес к учёбе. «Каждый раз, когда я иду на учёбу, я чувствую себя больным» — не раз говорил он дяде Ибрагиму. К восемнадцати годам юноша окончательно встал на путь суфийского мистика. Окружающие Убайдуллаха люди нередко наблюдали, как во время зикра он впадал в мистический транс прямо посреди шумного базара.
В 1426 году, когда Убайдуллаху исполнилось 22 года, дядя отправил его учиться в самое престижное заведение Мавераннахра — медресе Улугбека в Самарканде. Вполне вероятно, что выбирая для племянника учебное учреждение, отличавшееся светским характером образования, Ходжа Ибрагим аш-Шаши пытался отвлечь Убайдуллаха от фанатичного следования выбранному пути. Однако юноша не уделял должного внимания учёбе. Об этом периоде своей жизни он впоследствии говорил: «В целом наше обучение не преодолело одной-двух страниц». Такой пренебрежительной оценкой шейх подчёркивал, что его глубокие знания и мудрость не являются результатом постижения светских наук, а ниспосланы ему свыше. Почти всё своё время Убайдуллах проводил на мазаре Кусама ибн Аббаса. По его словам, именно там к нему явились пророки Мухаммед и Иса Пайгамбар, которые укрепили его в вере и наставили на путь дервиша. Взяв посох, Убайдуллах отправился в странствие по Мавераннахру в поисках высшего знания, способного привести его к вершине духовной власти.
В Бухаре Убайдуллах становится адептом суфийского ордена Накшбанди, слушает проповеди его шейхов, но не найдя среди них учителя, идёт в Хорасан. Когда он прибыл в Герат, ему уже исполнилось 24 года. Здесь он, наконец, становится послушником одного из самых авторитетных шейхов тариката Накшбанди Сайида Касима ат-Табризи. Около четырёх лет под его наставничеством Убайдуллах постигал учение Бахауддина Накшбанда, полностью отрекшись от всего мирского. «Я был сподвижником многих суфийских шейхов, — рассказывал впоследствии шейх Убайдуллах о своём учителе, — но ни у одного из них не наблюдал состояния более высокого, чем у него. Всё, что я получил от других шейхов, — ничто по сравнению с тем, что я получил от него». Когда обучение было закончено, шейх Сайид Касим указал своему ученику путь в Гиссарские горы, где жил духовный лидер братства шейх Якуб ибн Осман ибн Махмуд аль-Чархи. Когда Убайдуллах достиг горного кишлака Халкату, он был крайне измождён и двадцать дней пролежал в лихорадке. Местные жители даже думали, что дервиш умрёт, но когда он всё же предстал перед хазратом Якубом, великий шейх сразу признал в нём достойного продолжателя дела Бахауддина Накшбанда. Убайдуллах стал его мюридом и очень быстро получил от Якуба аль-Чархи его знания и опыт, а вместе с ними иршад — право самому быть наставником суфиев, и «силсила» — преемственную святость. Другие мюриды шейха Якуба были поражены той скоростью, с какой он передал тайные знания своему новому послушнику. На их вопросы старец отвечал:

Он совершенный человек и ни в чём не нуждается, кроме дозволения, разрешения воспитывать других. Аллах дал ему чрезвычайно мощную силу… У него имеются все условия для того, чтобы быть шейхом-наставником. Светильник, фитиль и масло приготовлены
— Святыни Узбекистана. Стр. 40

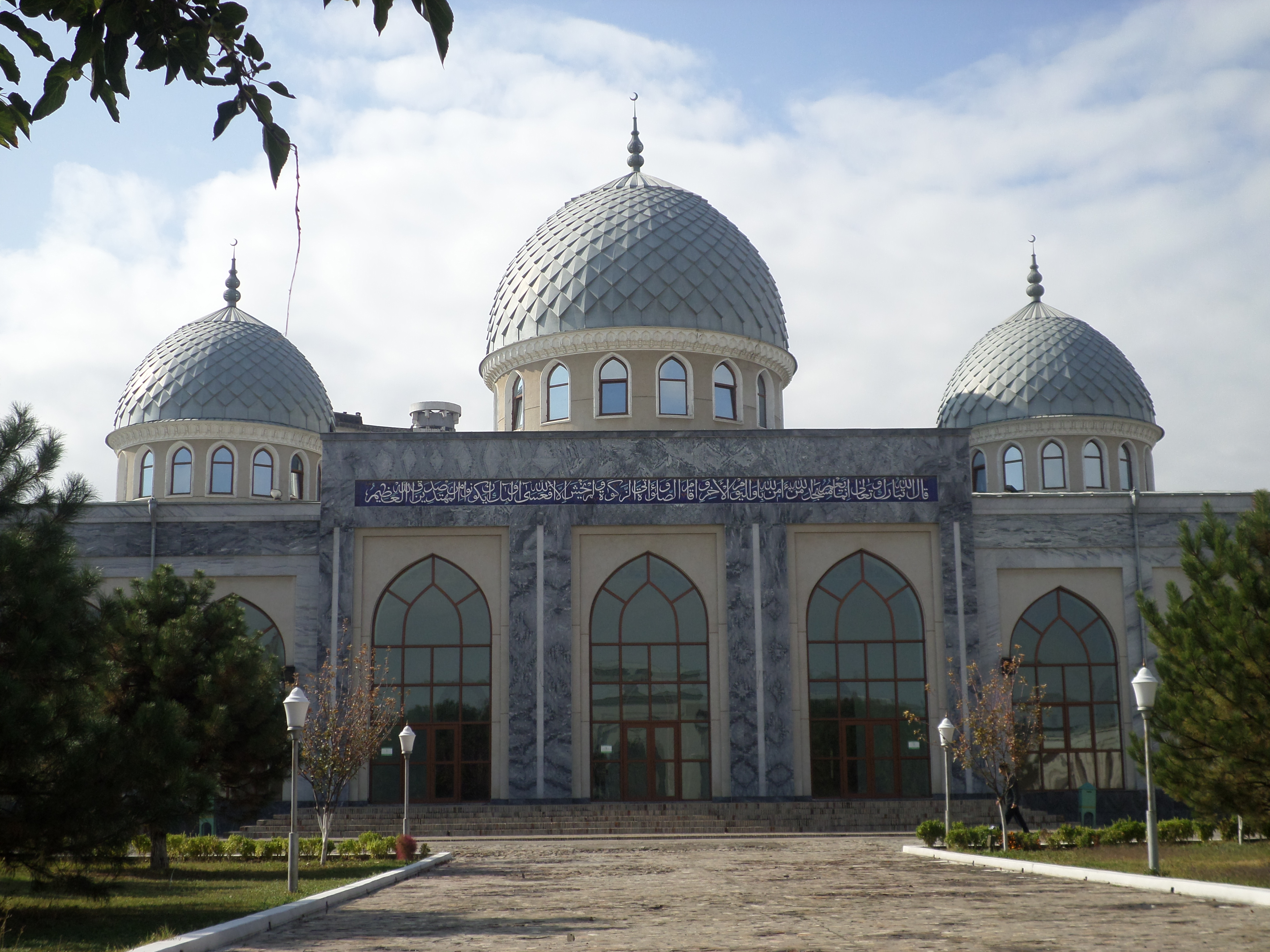
Джума-мечеть Ходжи Ахрара вали в Ташкенте

Получив благословение Якуба аль-Чархи, новый шейх ордена Накшбанди ещё около года совершенствовался в духовных практиках в Герате под наблюдением Сайида Касима ат-Табризи. В 1432 году Убайдуллах вернулся в Шаш и обосновался в Ташкенте. Очень скоро у молодого шейха появились первые мюриды. Кроме того, в народной среде быстро распространились слухи о высоком искусстве врачевания ишана, его даре предвидения и необыкновенной силе его амулетов. На первые подношения Убайдуллах купил акр земли недалеко от Паркента, арендовал пару волов у своих родственников и занялся хлебопашеством. Высокие урожаи, удача в торговле и подношения новых мюридов, среди которых было немало богатых и влиятельных людей, сделали шейха одним из самых состоятельных землевладельцев в округе. Но богатство не особенно волновало Убайдуллаха. Он продолжал вести аскетический образ жизни, носил скромную, уже кем-то ношенную одежду, а значительную часть своего состояния тратил на благотворительность. Когда в конце 1430-х годов в области Шаш в результате засухи случился неурожай, шейх Убайдуллах открыл свои амбары для голодающих, а также из своего кармана выплатил за разорённых дехкан налог в размере 300000 динаров. С того времени за ним прочно закрепилось прозвище Ходжа Ахрар — Ходжа «посвященный Аллаху». Позднее к его прозвищу стали добавлять и слово «вали» (провидец).
Известность шейха Убайдуллаха быстро росла, и вскоре он стал идейным знаменем духовенства Мавераннахра, выступившего против светского правления Улугбека. В советской историографии высказывалось мнение о причастности Ходжи Ахрара к заговору против султана, но никаких доказательств этого так и не было найдено. В другом источнике причастность Ходжи Ахрара к умерщвлению самаркандского правителя прямо отвергается и подчеркивается, что такие негативные утверждения могли быть сделаны недоброжелателями и очернителями Ходжи Ахрара. Также утверждается, что ни в одном объемном литературном и мифологическом наследии Ходжи Ахрара не упоминалось о его причастности к убийству и это — плод гораздо более поздних вымыслов цель которых — дискредитация добра и святости. Улугбек был убит в октябре 1449 году по приказу своего сына Абд аль-Латифа, и вскоре после его смерти в Мавераннахре началась кровавая междоусобная война. Шейх Убайдуллах принял сторону тимурида Абу Саида, который в 1451 году лично приезжал к нему за благословением перед походом на Самарканд. После победы Абу Саида в феодальной распре, Ходжа Ахрар был приглашён ко двору нового султана и стал его советником, а также муршидом его сыновей. Перед отъездом в Самарканд шейх Убайдуллах построил для жителей Ташкента соборную мечеть возле рынка Чорсу, а также основал небольшое медресе в махалле Гульбазар.

### Духовный лидер Мавераннахра
С приходом к власти Ходжи Ахрара эпоха просвещения в Мавераннахре сменилась религиозным фанатизмом. Все явления, признанные нешариатскими, яростно искоренялись из общественной жизни. Была усилена роль духовенства в государственном управлении, активно насаждался ханафитский мазхаб в судопроизводстве. Значительный урон был нанесён как светскому образованию, так и науке в целом. Многие учёные вынуждены были покинуть Мавераннахр, и с их уходом Самарканд утратил статус передового центра науки и литературы. В то же время радикальные перемены внутри самого ордена чеканщиков имели и прогрессивное влияние на развитие региона. Шейх Убайдуллах провозгласил новый курс для последователей суфизма — активное участие в общественной жизни и государственном управлении. Отшельничество и жизнь на подаяние объявлялись неприемлемыми для членов братства. Своих последователей шейх призывал к тому, чтобы они искали Бога в мирских делах — ремёслах, общественной деятельности, ведении хозяйства, благотворительности, просветительстве, а не демонстрировали благочестие через отшельничество и странствия дервишей. Ходжа Ахрар считал, что цель суфия состоит не в том, чтобы спасти свою собственную душу, а в том, чтобы спасти души всего мира, а для этого нужно иметь богатство и власть и использовать их для достижения цели. Но при этом шейх всегда уточнял, что «к власти над миром должен стремиться лишь тот, кого уже мир как мир привлекать не может, тот, который достиг степени безразличия и совершенного равнодушия по отношению к ценности и прелестям мира». Несмотря на то, что Ходжа Ахрар занимался земледелием, скотоводством и торговлей, но смыслом его жизни всегда было служение Богу. Шейх строил много храмов — мечетей и медресе в священных городах — Самарканде, Бухаре, Герате, Кабуле и других. Одной из главных задач ордена Накшбанди духовный лидер Мавераннахра считал заступничество за бедных и обездоленных, заботу о людях труда, ибо «до нас шейхи не обращались к мирам и падишахам по поводу дел простого народа». В 1460 году шейх Убайдуллах добился отмены тамги — кабального налога, взимавшегося с населения ещё со времён монгольского господства, и заметного смягчения существовавшей в государстве Тимуридов чагатайской системы наказаний. Велика также личная заслуга Ходжи Ахрара в прекращении междоусобных войн, опустошавших страну и разорявших население. Всё это положительно сказалось на развитии ремёсел и сельского хозяйства в Мавераннахре, способствовало ослаблению феодального гнёта.
Одним из примеров является предотвращение Ходжи Ахраром кровопролитной войны между тремя сопредельными среднеазиатскими государствами, когда многочисленные войска противников (как свидетельствуют историки, более 200 тысяч человек) уже стояли под Ходжентом, готовые вступить в сражение. После вмешательства Ходжи Ахрара правители государств: самаркандский — Ахмад-Мирза, ферганский — Умар Шейх и ташкентский — Махмуд-Султан помирились, и со слезами раскаяния просили друг у друга прощения.
После гибели Абу Саида в 1469 году престол наследовал его сын Ахмед. Новый правитель был более склонен к праздным развлечениям, чем к государственным делам, и вся полнота власти сосредоточилась в руках его муршида Ходжи Ахрара. Шейх Убайдуллах сумел объединить под своей властью большинство разрозненных суфийских общин и создал под Самаркандом крупный духовный центр с большим штатом чиновников. Он влиял на управление государством, распространив своё влияние далеко за его приделы. Современник духовного лидера тариката Накшбанди поэт и философ Алишер Навои в своей книге «Насаим ал-мухаббат мин шамаиль аль-футувват» (Дуновения любви) отмечал:

В последующие времена обрёл он удивительное влияние на державы и неизречённую близость к властителям и повелителям. Властители Мавераннахра считали себя его мюридами и сподвижниками, но и многие повелители от Египта до Китая и Индии считали себя сподвижниками Ходжи и его подданными

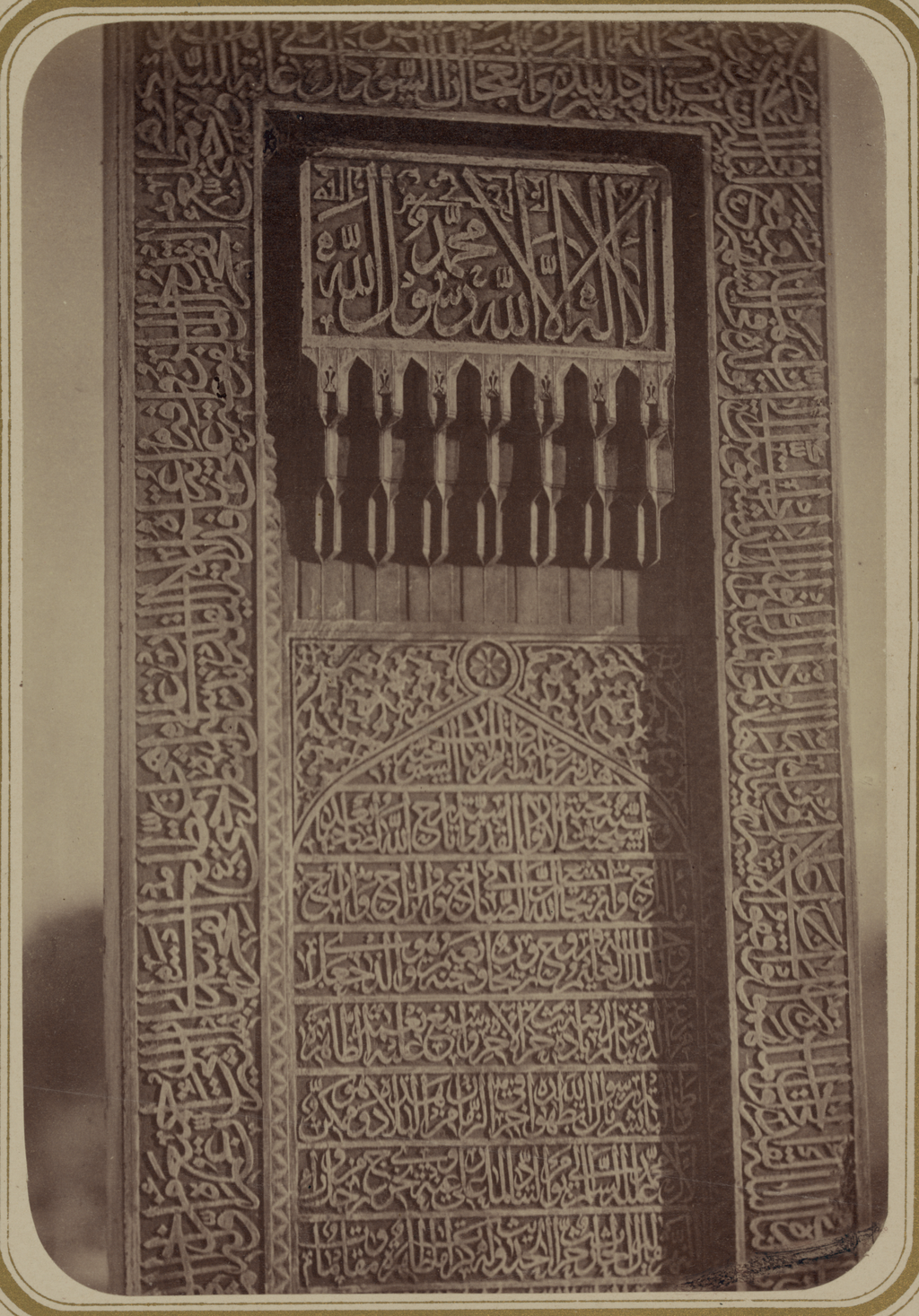
Эпитафия на надгробной стеле Ходжи Ахрара

Примечательно также, что Ходжа Ахрар получил во владение оригинал корана Усмана, ранее принадлежавший царствующей династии Мавераннахра. К концу жизни шейх Убайдуллах стал одним из самых богатых людей в Средней Азии. Только под Самаркандом и Карши в его собственности находилось 63 тысячи гектаров земли. Принадлежавшие ему отары насчитывали более миллиона овец, а количество лошадей и верблюдов исчислялось несколькими тысячами. При этом Ходжа Ахрар жил очень скромно и значительную часть своих доходов тратил на благотворительность, а также на строительство мечетей, медресе и суфийских общежитий по всей стране. В то же время известна легенда о жадности богатейшего шейха: в Ташкенте говорили, что на торговле его тканями подбирали нитки, выпадавшие при отрезе материи, и городское медресе было возведено на выручку от перепродажи этих ниток.
Ходжа Ахрар оставил после себя значительное литературное наследие. Из десятка приписываемых шейху Убайдуллаху произведений два безусловно принадлежат его перу и ещё два («Факарат алъ-арифии» («Параграфы познавших») и «Малфузат» Мир Абдулаввали Нишопури) представляют собой сборники его изречений и афоризмов, составленные учениками. Первый и самый значительный из трактатов Ходжи Ахрара, «Рисалаи Валидия» («Родительское послание»), посвящён проблемам познания Аллаха и особенностям ордена Хаджаган. Он состоит из 243 бейтов, написанных метром рамали мусаддаси махфуз. Трактат был хорошо известен не только в арабском мире, но и среди тюркоязычного населения благодаря переводу Бабура. Второй труд «Рисалаи Хаурайе» («Послание о гуриях») посвящён исследованию Священного рубаи одного из столпов суфизма шейха Абусаида Фазлуллаха Абулхайра Махнаи.
Шейх Насыр-ад-дин Убайдуллах ибн Махмуд Шаши умер в 895 году хиджры (1489 год по григорианскому календарю) в своём загородном поместье Камангаран по одним данным в ночь с 12 на 13 число месяца Раби аль-авваль (с 22 на 23 февраля 1489 года), по другим данным в ночь с 24 на 25 число месяца раби-аль-ахир (с 5 на 6 апреля 1489 года). Проводить святого в последний путь пришли почти все жители Самарканда, в том числе и султан Ахмед, который нёс гроб с телом учителя на своих плечах до места его упокоения. Ходжа Ахрар вали был похоронен на территории построенного им суфийского центра в селении Кафшир к югу от Самарканда. «Силсила» он передал своему мюриду Мухаммаду аз-Захиду аль-Кади ас-Самарканди.

## Память
- Имя Ходжи Ахрара носит улица в Самарканде и джума-мечеть в Ташкенте.
- Письма Ходжа Ахрара были опубликованы исследователями Дж.Гросс и А.Урунбаевым.